# Gourmand World Cookbook Awards
 (février 2013).
Si vous disposez d'ouvrages ou d'articles de référence ou si vous connaissez des sites web de qualité traitant du thème abordé ici, merci de compléter l'article en donnant les références utiles à sa vérifiabilité et en les liant à la section « Notes et références ».

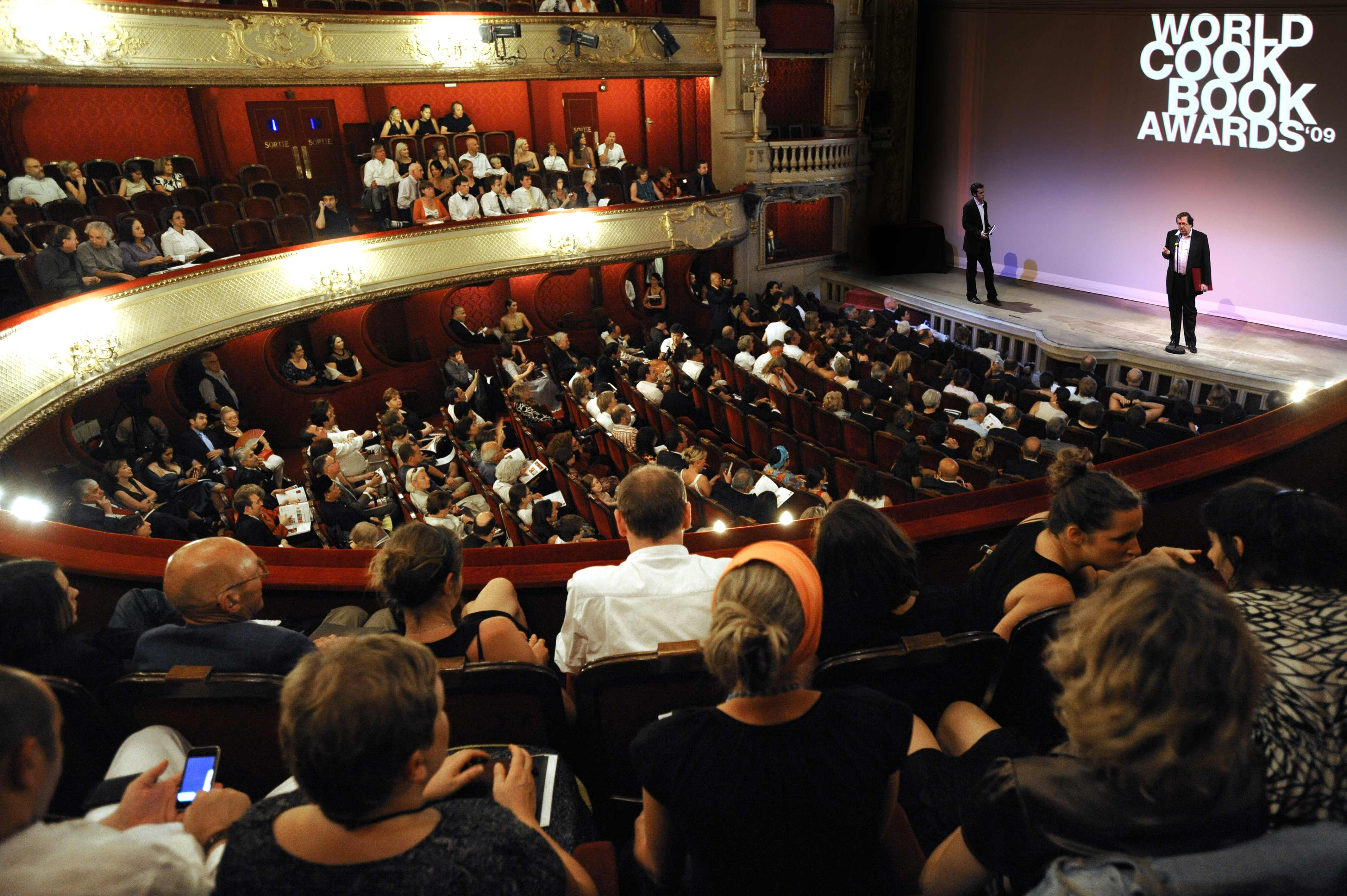
Remise des Gourmand Awards 2009 à La Comédie-Française

Les Gourmand Awards récompensent chaque année les meilleurs livres de cuisine et du vin. Ils ont été fondés en 1995 par Édouard Cointreau.
En 2010, des livres de 136 pays ont participé à cette compétition gratuite et ouverte à toutes les langues. 

## Les Prix
Les objectifs des prix sont :

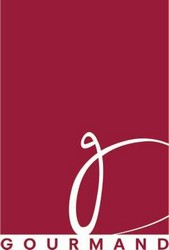

- Récompenser et honorer ceux qui « cuisinent avec des mots »[2].
- Aider les lecteurs et amateurs de gastronomie à trouver les meilleurs livres.
- Aider les éditeurs ayant des droits internationaux à traduire et distribuer leurs ouvrages.
- Aider les libraires à trouver et proposer au client les 50 meilleurs livres de cuisine et du vin de l'année.
- Permettre à des livres publiés dans le monde entier d'accéder aux marchés majeurs en langue anglaise, chinoise, allemande, espagnole ou française.
- Favoriser une tolérance enrichissante pour tous en augmentant la connaissance et le respect des différentes cultures culinaires.

Les gagnants de chaque pays sont nommés en novembre et entrent dans la compétition pour le Best in the World annoncé en avril de l'année suivante au cours d'un dîner de gala.

## Lauréats
- Pierre-Brice Lebrun,
- Évelyne Malnic,
- Nanou Saint-Lèbe,
- Kilien Stengel,
- Alain Ducasse,
- Simone Morgenthaler,
- Pierre Gagnaire,
- Patrick Rambourg,
- Joël Robuchon,
- Didier Elena,
- Gilles Fumey,
- Eve-Marie Zizza,
- Yannick Alléno,
- Alain Pégouret,
- Frédéric Anton,
- Thierry Marx,
- Guy Martin,
- Philippe Conticini,
- Philippe Rochat,
- Véronique Zbinden,
- Éric Neuhoff,
- Julie Andrieu,
- Lissa Streeter,
- Babette de Rozières,
- Jean-Pierre Coffe,
- André Daguin,
- Françoise Spiess,
- Jean-Michel Perruchon,
- Fatéma Hal,
- Jacques Le Divellec,
- Elisabeth Scotto,
- Hervé This,
- Trish Deseine,
- Éric Glâtre,
- Luc Dubanchet,
- Estérelle Payany,
- Beena Paradin,
- Jean-Robert Pitte,
- François Clément,
- Naoum Abi-Rached,
- Georges Bohas,
- Michel Bouvier,
- François Morel,
- Gilles Ragache,
- Mona Fajal,
- Michel Troisgros,
- Massimiliano Alajmo,
- Mireille Sanchez
- Harumi Kurihara[4]
- Yasmina Sellam[5]

## Histoire des cérémonies de remise des Prix

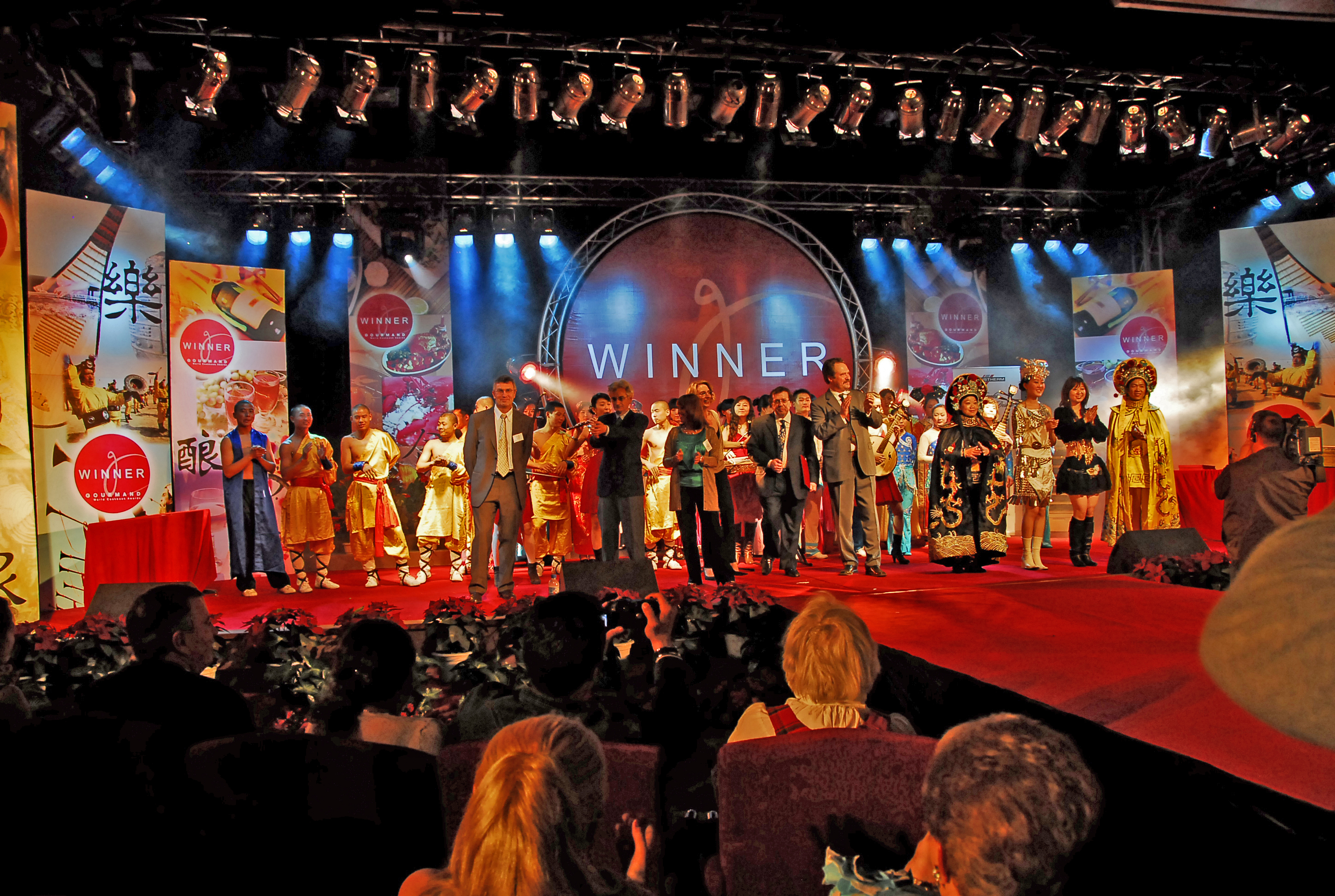
Remise des Prix 2009 à Pékin, Chine

Chaque année, Gourmand remet ses prix dans un haut-lieu de la gastronomie. La cérémonie est toujours l'occasion de rencontrer ceux qui comptent dans le monde du livre de cuisine et du vin: des centaines d'éditeurs, d'auteurs, de chefs, de propriétaires de vignobles ou spiritueux et de journalistes assistent à l'évènement.
- 1995 : Francfort, Allemagne
- 1996 : Francfort, Allemagne
- 1997 : Paris, France
- 1998 : Périgueux, France
- 1999 : Versailles, France
- 2000 : Périgueux, France
- 2001 : Sorges, France
- 2003 : Château de Brissac, France
- 2004 : Barcelone, Espagne
- 2005 : Örebro, Suède
- 2006 : Kuala Lumpur, Malaisie
- 2007 : Pékin, Chine
- 2008 : Londres, Royaume-Uni
- 2009 : Paris, France, La Comédie-Française[6]
- 2010 : Paris, France, Le 104
- 2011 : Paris, France, Les Folies Bergère
- 2012 : Paris, Les Folies Bergère
- 2013 : Paris, Le Carrousel du Louvre
- 2014 : Beijing, Daxing
- 2015 : Yantai, Shandong, Chine
- 2016 : Yantai, Shandong, Chine
- 2017 : Yantai, Shandong, Chine, Eallu: Food, Knowledge and How We Have Thrived on the Margins[7]
- 2019 : Macao, Chine, "Le Poulet Voyageur" - Chicken around the world, Mireille Sanchez
- 2022 : Umea, Suède